# Turbo FAST
Turbo FAST est une série télévisée d'animation flash américaine en 52 épisodes de 22 minutes, diffusée entre le 24 décembre 2013 et le 5 février 2016 sur

## Fiche technique
Sauf indication contraire, les informations mentionnées dans cette section peuvent être confirmées par la base de données cinématographiques IMDb,  présente dans la section « Liens externes ».
- Titre original : Turbo FAST
- Réalisation : Anthony Chun, Phil Allora, Anthony Lioi, Nate Clesowich, Michael Moloney, Juno John Lee et Chris Prynoski
- Scénario : Madison Bateman, Devin Bunje, Sam Cherington, Nick Stanton, David Soren, Eric Trueheart, John Behnke, Chris Bishop, Travis Braun, Todd Garfield, Adam F. Goldberg, Jim Martin, Joh O'Bryan et Jack C. Thomas
- Direction artistique : Antonio Canobbio
- Animation : Parker Simmons, Ki-Yong Bae et Ki-Ho Hwang
- Musique : Henry Jackman, Ali Dee Theodore et Halli Cauthery
- Casting : Andrea Romano
- Production : Ben Kalina, Jennifer Ray, Chris Prynoski, Todd Garfield, Shannon Barrett Prynoski, Jack C. Thomas, Monique Beatty et PeeDee Shindell
- Sociétés de production : DreamWorks Animation Television et Titmouse
- Société de distribution : Netflix
- Chaîne d'origine : Netflix
- Pays d'origine :  États-Unis
- Langue originale : anglais
- Genre : Comédie et aventure
- Durée : 22 minutes

## Distribution

### Voix originales
- Reid Scott : Turbo
- Eric Bauza : Chet
- Mike Bell : White Shadow (l'Ombre Blanche)
- John Eric Bentley : Whiplash
- Grey DeLisle : Burn (Braise)
- Amir Talai : Skidmark
- Phil LaMarr : Smoove Move
- Daran Norris : Mel Shellman
- Maurice LaMarche : Tickula
- Diedrich Bader : Hardcase
- Jeff Bennett : Ace Gecko (Super Lézard)
- John DiMaggio : Dash Dunghammer
- Brendon Small (en) : Clap
- Mark Hamill : Breakneck
- Billy West : Adolfo
- Jim Cummings : Cajun Cliche
- Gary Anthony Williams : Gigundus
- Alexander Polinsky (en) : Eduard
- Ken Jeong : Kim Ly
- Steve Blum : Rockwell
- Steve Valentine : Baron Von Schwarzhosen
- Dan Snyder : Buster Move
- Jess Harnell : Dean Cuizeen
- Kevin Michael Richardson : Lester
- Susan Silo : Gypsy Moth
- Lauren Tom : Hayaku
- Rachael MacFarlane : Thora
- Tara Strong : Singe
- Tia Texada : Simone
- Dawnn Lewis : Queen Bananica
- Laraine Newman : Queen Invicta
- Loretta Devine : Lydia
- Will Friedle : Fusion
- Jennifer Hale : la mariée
- Vicki Lewis : Arctic Hare
- Yuri Lowenthal : le directeur
- Daniella Monet : la princesse
- Jim Piddock : l'homme riche
- James Patrick Stuart : Echidna
- Fred Tatasciore : Orangutan
- Bruce Thomas : Boss Spider
- Keone Young : Maître D'
- JB Blanc : Ari Goldfish
- Kevin Conroy : Stinger
- Corey Feldman : Torquer
- John Michael Higgins : Pasadena Paul
- Sarah Hyland : Gossip Snail
- Tom Kenny : Judge Snail
- Kate Micucci : Tiffany
- Paul Reubens : Tycho
- Casey Wilson : Ember
- Chris Hardwick : Turblows47
- Norman Reedus : Wild Pete

### Voix françaises
- Pierre Tessier : Turbo
- Gérard Darier : Chet
- Frantz Confiac : Will Flash
- Paul Borne : l'Ombre Blanche
- Mark Lesser : D-Rapp
- Annie Milon et Julie Dumas : Braise
- Jean-Paul Pitolin : Cool Raoul
- Emmanuel Garijo : Tito, Cameron, Clap, Comte Tickula et Namaste
- Matthieu Albertini : Marcel de la Coquille
- Tanguy Goasdoué : Stinger et Namaste
- Magali Rosenzweig : Ember et Hayaku
- Gwenaëlle Jegou et Catherine Desplaces : Doublon
- Michel Dodane : Super Lézard, McGillicuddy, Turblows47 et Chickipede
- Christophe Lemoine : Dine Cuisine, Tyler et Clip
- Sébastien Desjours : Pasadena Paul, le type au chewing-gum et le leader des fourmis
- Jean-Claude Donda : Luminos et comte Tickula
- Fabrice Trojani : Hubert
- Benoît DuPac : Booster Raoul
- Franck Capillery : Silent but Deadly, Mel Shellman et Jack A. Lopez
- Olivia Nicosia : Thora
- Jérôme Pauwels : Lima et Tinfoil
- Patrick Poivey : Rudy Guane
- Michel Bedetti : Colonel Bovane
- Michel Mella : Cliché Cajun
- Xavier Fagnon : Rockwell
- Denise Metmer : Lydia
- Donald Reignoux : M. Poisson Salé
- Michèle Bardollet : Kim Ly
- Danièle Douet, Patrick Préjean, Raphaël Cohen, Vincent Ropion, Karine Foviau, Gérard Surugue, Guillaume Lebon, Serge Faliu, Luc Bernard, Michel Prud'homme et Thierry Desroses : voix additionnelles

Société de doublageTechnicolor, puis Mediadub International et Les Studios de Saint-Ouen
Directeur artistique : Marc Bacon et Marie-Eugénie Maréchal
Adaptation : Marc Bacon, Nathalie Castellani et Thierry Renucci

## Épisodes

### Saison 1
1. À fond la caisse (Crazy Fast)
2. Championnat de bouldebouse / L'As de la course (Dungball Derby / Ace of Race)
3. Flipperdome / Attaque sur les taquitos (Bumperdome / Broaches)
4. La Reine africaine / Les Méga Scargots (African Queen / Mega Snails)
5. Révolution des fourmis / L'Abominable Palourde des marais (Ants Ants Revolution / Clamsquatch)
6. Les Odeurs de Turbo / Derrière les barreaux (Turbo Stinks / Snails in Jail)
7. Un Turbo peut en cacher un autre / Une affaire d'escargots (A Tale of Two Turbos / The Escargot Affair)
8. Une journée à la plage / Vengeance Vengeance (Surf'N Turf / Hardcase Returns)
9. La Course poursuite (Turbo Drift)
10. Prêt, feu… Brillez ! / Le Retour (Ready, Set, Glow / Breakneck's Back)
11. La croisière s'amuse / Turbo téléguidé (Cruise Control / R/C Turbo)
12. La Malédiction des cigales / Voleur de tacos (Curse of the Cicadas / Beat-A Fajita)
13. Karmageddon / Mémoire de poisson rouge (Karmageddon / Chet Gets Burned)
14. La Prophétie de la mite / Neuro-casque (Gypsy Moth Prophecies / Skidzo-Brainia)
15. Bien conservé / Adoptez un crapaud (No Can Do / Adopt-A-Toad)
16. Pas si cool / Branchies (Buster Move / Gills!)
17. Terreur / Canulars (The Terror of Tickula / Prank'd)
18. L'Ombre de lui-même / Attention, croche-patte (Over Shadowed / Beware the Chickipede)
19. Animal qui mal y pense / Tank à tacos (Mall is Well / Taco Tank)
20. Au zoo / Zinzins (Zoo Lander / Balloonatics)
21. Trafic de sachets / Concours de smack (The Packet Racket / Smack Me Down)
22. Raoulzy / Braquage de coquilles (Smoovin' On Up / The Great Shell Robbery)
23. Chet contre le Dr Désordre / Demoiselle en détresse (Chet Vs. Dr Disorder / Damselfly in Distress)
24. Grosse Arnaque / La Palourde des marais (Dome Sweet Dome / My Pet Clamsquatch)
25. La Vengeance de Scarablindé / Histoire d'abeille (Hard Luck Hardcase / Bee Story)
26. Les Turbros / Le Retour de Guy (Tur-bros / The Snailman)

### Saison 2
1. Le Défi / Tout seuls (The Challenge / Home on Our Own)
2. Gastéropodes au top / Le Karaté cas (The Mighty Snails / Silent but Deadly)
3. Y a pas de lézard / Raoul, roi de la glisse (Agent Ace / Smoove as Ice)
4. Il y a un truc / Qui s'y frotte s'y pique (The Disappearing Act / The Sting of Injustice)
5. Le Trésor de la Sierra Marty / Gros Bébé (The Treasure of Sierra Marty / Big Baby)
6. L'espace, ça casse (Turboldly Go)
7. Opération Escargot / Coquille vide (Crow Pox / Faking Amends)
8. Attention, Doublon ! / Monsieur est servi (Deuce is Wild / To Fire a Squire)
9. Robot toqué / L'Amour à mort (Maggotron / Love Hurts)
10. De l'ombre à la lumière / Carton rouge (Ransom of Whitre Shadow / Kicked Off)
11. Marcel est mortel / Le Feu sous la braise (The Day Mel Fell / Burn's Ex-Boo)
12. Durs à cuire / Le Complot (Tough as Snails / Conspiracy)
13. Au lit, la marmotte ! / Pas si cool, Raoul (Groundhog, Stay! / Gone Guys Gone)

### Saison 3
1. La Fête à la grenouille / L'important c'est de gagner (Party Poopers / The League)
2. Prise de bec / Le Bon, la Brute et la Bestiole (How to Train Your Titmouse / The Good, The Bad, The Bugly)
3. La Déroute de D-Rapp / Road-trip à la sauce tomate (Shell on Wheels / Keep on Truckin)
4. Les Disparus de l'île flottante / Braise a perdu la flamme (Desserted Island / The Dry Spell)
5. Double Jeu / Un parfum de victoire (He Got Game Night / 73*)
6. Le Mystère du gratte-pied / Trou de mémoire (Crew Detective / The Whiplash Effect)
7. Qui a assommé Will Flash ? / La Téléréalité de Turbo (Dial M for Mystery / Turbo REAL)
8. L'Ombre du meilleur ami / Poulets aux épices de la Jamaïque (Best Frenemies / The Jamaican Jerk Chickens)
9. La Fourberie des fourmis / Le troll prend la mouche (The Ants and the Grasshoppers / Don't Feed the Troll)
10. Mauvais Gagnant / Amour et boule de gomme (Worst in Show / Belle of the Gumball)
11. Le Voyage gratuit / JJEFF en action (Hawaii Five No / The Story of J.J.E.F.F.)
12. Turbo fait la lessive (Turbo Does Laundry)
13. 137 heures / Collés au sol (137 Hours / Stalks on a Plane)